# MedienNutzerTypologie
Die MedienNutzerTypologie (MNT) wurde Ende der 1990er Jahre von ARD und ZDF als Modell für die Publikumsanalyse entwickelt. Das Modell liefert eine typologische Segmentierung von Zielgruppen und ist eine Alternative zu den Sinus-Milieus. Die Nutzung von Medieninhalten der erwachsenen Bevölkerung in Deutschland für Radio, Fernsehen und Onlinemedien wird nach sozialen Milieus segmentiert. Damit soll Programmmachern, Content-Produzenten und Werbetreibenden im Medienbereich ein tieferer Einblick in die Lebenswelten unterschiedlicher Nutzergruppen geliefert werden. Sozio-demografische Kriterien wie Alter, Geschlecht, Bildung und Religion allein werden als nicht ausreichend angesehen, um Unterschiede bei der Nutzung von Medienangeboten differenziert zu erklären. Milieubezogene Faktoren wie Geschmack, Einstellungen, Interessen und Freizeitbedürfnisse wird ein ebenso starker Einfluss auf das Mediennutzungsverhalten zugeschrieben. Als Typisierungsvariablen wurden Merkmale wie Freizeitverhalten, musikalische Vorlieben, Themeninteressen, Werte und Lebensziele verwendet.
Das MNT Modell soll (Stand: Januar 2024) sukzessive von einem neuen Modell Digital Media Types (DMT) zur Zielgruppenanalyse und Formatentwicklung abgelöst werden, das in Kooperation mit dem Marktforschungsinstitut GIM entwickelt wurde.

## Entwicklung des MNT-Modells
Das erste Modell der MedienNutzerTypologie (MNT 98) wurde 1997/98 entwickelt. Es wurde in den Jahren 2006 (MNT 2.0) und 2015 (MNT 2015) neu justiert, um Veränderungen in der Gesellschaft abzubilden.
| MNT 98                      | MNT 2.0                         | MNT 2015              |
| --------------------------- | ------------------------------- | --------------------- |
| Junge Wilde                 | Junge Wilde                     | Spaßorientierte       |
| Erlebnisorientierte         | Zielstrebige Trendsetter        | Zielstrebige          |
| Leistungsorientierte        | Berufsorientierte               | Moderne Etablierte    |
| --                          | Aktiv Familienorientierte       | Familienorientierte   |
| Unauffällige                | Unauffällige                    | Eskapisten            |
| Aufgeschlossene             | vielseitig Interessierte        | Engagierte            |
| Häusliche                   | Häusliche                       | Häusliche             |
| Neue Kulturorientierte      | Moderne Kulturorientierte       | Hochkulturorientierte |
| Zurückgezogene              | Zurückgezogene                  | Zurückgezogene        |
| Klassisch Kulturorientierte | Kulturorientierte Traditionelle | Traditionelle         |

Die Daten für die MNT 2015 wurden durch telefonische Befragung durch GfK Media & Communication Research erhoben. Erhebungszeitraum war zwischen dem 23. Oktober und dem 17. Dezember 2014. Grundgesamtheit war die deutschsprechende Bevölkerung ab 14 Jahren mit Telefonfestnetzanschluss in Deutschland. Realisiert wurde eine Stichprobe von 2500 Fällen.

## Die Medien-Nutzer-Typen im Einzelnen
Die MNT unterscheidet insgesamt 10 verschiedene Medien-Nutzer-Typen. Genannt sind die Anteile an der deutschsprachigen Bevölkerung ab 14 Jahren in Prozent.

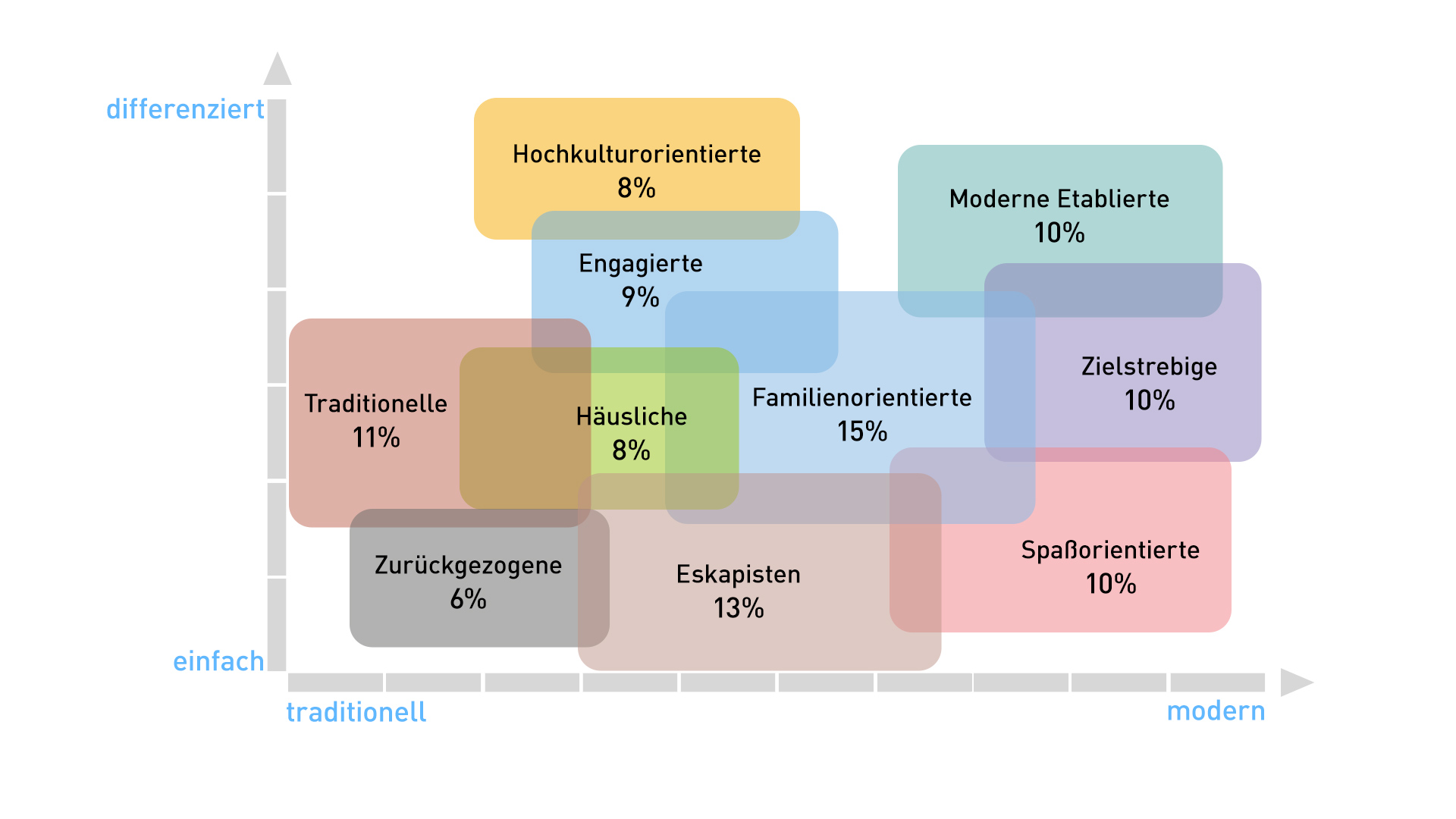
Verteilung der zehn Nutzertypen über die beiden Dimensionen „traditionell vs. modern“ und „einfache vs. differenzierte Mediennutzung“

| Medien-Nutzer-Typ     | Charakterisierung | Anteil |
| --------------------- | --- | ------ |
| Spaßorientierte       | intensive Reizsucher, unbekümmert, Selbstbezüglichkeit und Unsicherheit, adoleszentes Verhalten                                               | 10 %   |
| Zielstrebige          | souveräne, dynamische Macher, durchsetzungsstark, selbstbewusst, erlebnisorientiert                                                           | 10 %   |
| Moderne Etablierte    | aktiv, kritisch und liberal, mit souveräner Grundhaltung, kulturaffin, breit interessiert                                                     | 10 %   |
| Familienorientierte   | optimistische, selbstbewusste Familienmanager mit Individualitätsanspruch, kontaktfreudig und gut organisiert                                 | 15 %   |
| Eskapisten            | Fokus auf das eigene Umfeld, anpassungsfähig, existenzorientiert und abwartend                                                                | 13 %   |
| Engagierte            | breit interessiert, aktiv und aufgeschlossen, hohe Kulturaffinität ohne Abgrenzungsbestreben                                                  | 9 %    |
| Häusliche             | Bedürfnis nach Sicherheit und Kontinuität im Alltag, starke Heimatverbundenheit, Orientierung am privaten Umfeld, säkulare Grundhaltung       | 8 %    |
| Hochkulturorientierte | aktive Freizeitgestaltung vornehmlich im Hochkulturbereich bei offenem Kulturbegriff mit Abgrenzung zum Trivialen, gebildet und anspruchsvoll | 8 %    |
| Zurückgezogene        | eher passive Lebensweise, zurückhaltend, sparsam, geringes Interessenspektrum, überwiegend Einpersonenhaushalte                               | 6 %    |
| Traditionelle         | wertkonservative Nachkriegsgeneration, hohe Bedeutung von Sicherheit und Harmonie, bescheiden und gläubig                                     | 11 %   |

### Spaßorientierte

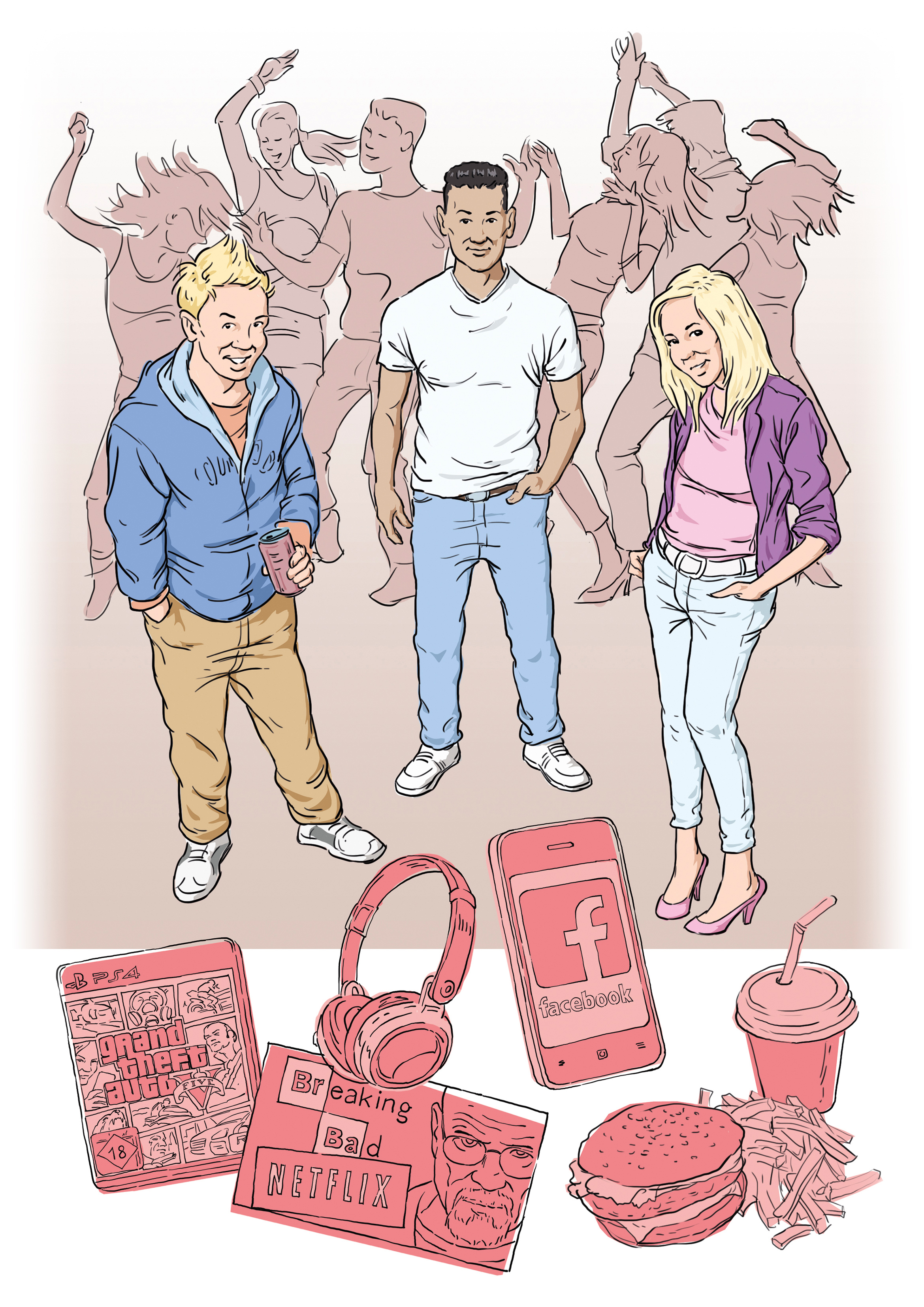
„Spaßorientierte“, typische Aussage: „Was geht ab?“

Die ehemaligen Jungen Wilden (MNT 98, MNT 2.0) heißen jetzt Spaßorientierte. Bei ihnen findet sich kaum noch der Gestus von Auffallen-wollen oder eine stark ausgeprägte Progressivität. Stattdessen sucht dieser Typ im Kern Spaß und Action und lebt dies in der Regel in vertrauter Gesellschaft von Gleichgesinnten aus: Mit Freunden treffen, (Netzwerk-)Spiele spielen, Filme oder Serien schauen, aber auch viel abhängen und nichts tun, dabei „always on“ sein, das heißt mit dem Smartphone verwachsen, via soziale Netzwerke oder Messengerdienste wie WhatsApp in Dauerkontakt mit Freunden und Familie; dies sind bestimmende Aspekte der Lebenswelt dieses jüngsten Medien-Nutzer-Typs.
Die individuelle Entfaltung steht im Mittelpunkt. Der Alltag ist (noch) relativ frei von Verantwortung und Pflichten. Die Gruppe befindet sich gewissermaßen in der Startposition ins Leben, die aber eher abwartend als anpackend angegangen wird. Dies muss zweifelsohne in Teilen mit der Lebensphase der Adoleszenz in Verbindung gebracht werden, die neben Unsicherheit bekanntermaßen auch eine starke Selbstbezüglichkeit mit sich bringt. Ein Teil geht aber auch auf die im Vergleich zum anderen jüngeren Typ, den Zielstrebigen, schlechteren Ausgangsvoraussetzungen, sprich Elternhaus, Sozialisation und formal niedrigeres Bildungsniveau, zurück.
Das Interessenspektrum der Spaßorientierten ist relativ gering. Am ehesten stehen die eigene Ausbildung, Netzwelt und Geräteausstattung sowie Mode und Stars auf der Agenda. Die Spaßorientierten weisen die niedrigste Fernsehnutzung aller Typen auf. Wenn sie fernsehen, dann eher private Programme, allen voran ProSieben. Die Nutzung von Bewegtbild im Netz ist dagegen bei diesem Typ am höchsten. Im Verhältnis zu anderen Medien-Nutzer-Typen hören die Spaßorientierten unterdurchschnittlich viel Radio, ihr Fokus liegt dann auf der Nutzung von jungen Radioformaten mit hohem Anteil aktueller Charts. Der Schwerpunkt der Mediennutzung liegt bei diesem Medien-Nutzer-Typ ganz klar auf Online. Sie sind mit dem Smartphone in fast allen Lebenslagen „on“(line). Das Internet ist ein ständiger Begleiter, dabei spielt die Kommunikationsfunktion eine große Rolle, neben Videos schauen oder Musik im Internet hören. Rund 70 Prozent der Spaßorientierten sind noch unter 30 Jahre alt, das Durchschnittsalter liegt bei 25 Jahren. Mehr als die Hälfte steht bereits in einem Arbeitsverhältnis, ein Viertel ist noch in der Schulausbildung. Unter allen Medien-Nutzer-Typen haben die Spaßorientierten den höchsten Anteil an Personen mit Migrationshintergrund (29 Prozent).

### Zielstrebige

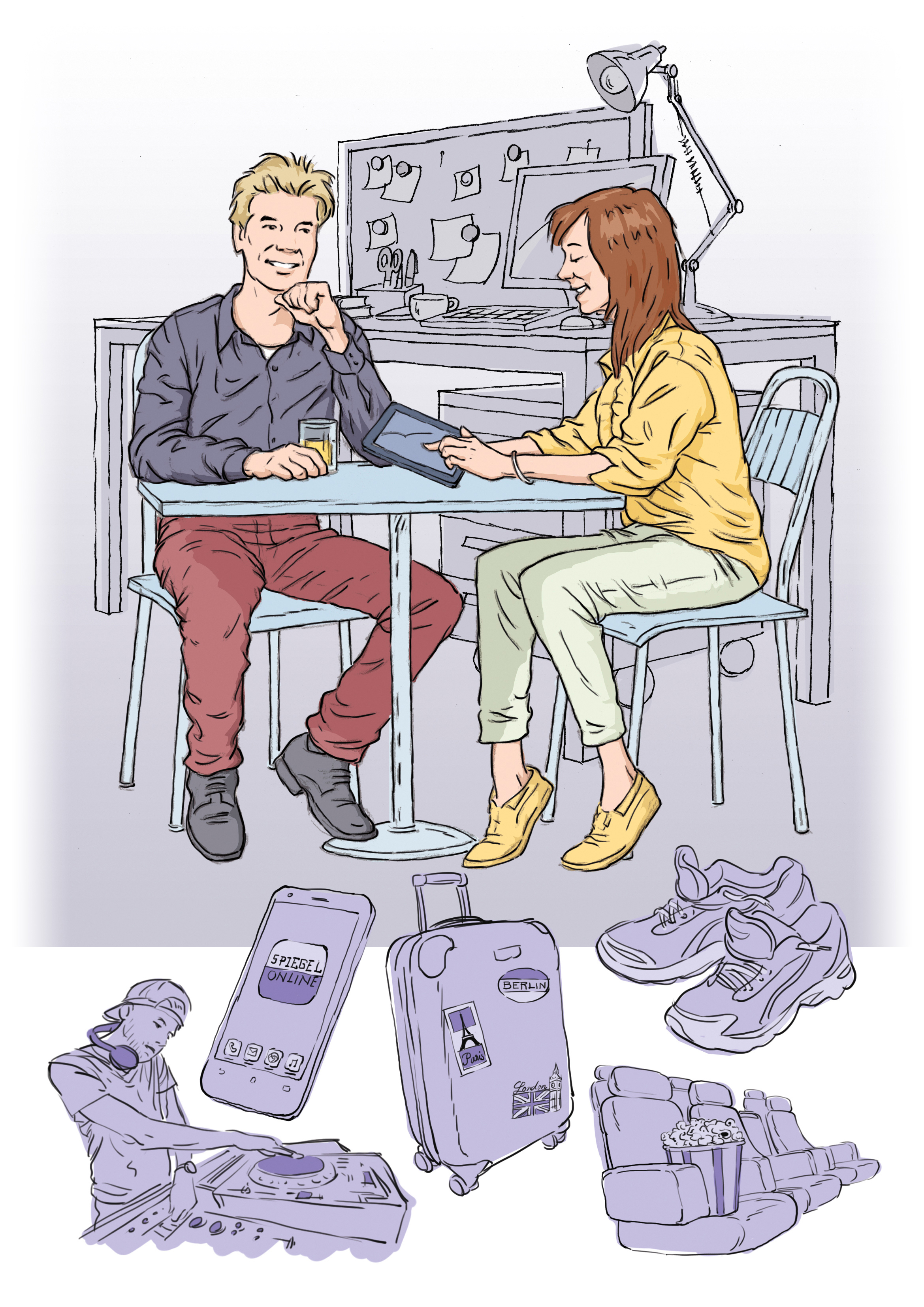
„Zielstrebige“, typische Aussage: „Nur noch 20.000 Mails checken.“

Die Zielstrebigen – früher: Zielstrebige Trendsetter – haben ihren Zusatztitel verloren. Sie gehören zwar nach wie zu den Early Adoptern medialer und technischer Entwicklungen, die Zuspitzung auf Trendsetter würde sie aber zu stark im Sinne einer enggeführten Avantgarde beschreiben, die in der Neujustierung der MedienNutzerTypologie so keinen Bestand mehr hat.
Obwohl die Zielstrebigen der gleichen Generation angehören wie die Spaßorientierten, unterscheiden sie sich doch wesentlich von ihnen. Zielstrebige sind souveräne, optimistische Macher. Sie gestalten mit Selbstbewusstsein und Geradlinigkeit ihre Lebensphase, in der Ausbildung, Studium und berufliche Etablierung von großer Bedeutung sind. Gleichzeitig ist es ihnen aber auch enorm wichtig, „Party zu machen“, sprich viel unterwegs zu sein und dabei möglichst viel zu erleben. Zielstrebige gehen oft aus, ins Kino oder auf Konzerte, treiben regelmäßig Sport und reisen gerne. Ihr Interessenspektrum ist größer als das der Spaßorientierten. Zielstrebige interessieren sich zwar auch für Stars, Sternchen und Mode sowie alles rund um Internet, Handys und Computer. Hinzu kommen aber auch Interessengebiete wie Reisen, Karriere und Wissenschaftsthemen. Die Zeit zu Hause verbringen Zielstrebige gerne mit Home-Entertainment wie DVDs, Serien oder Filme schauen sowie Computer- oder Netzwerkspielen.
Der Schwerpunkt der Mediennutzung der Zielstrebigen liegt klar auf Online, und zwar in allen Facetten; besonders ausgeprägt ist hierbei die Nutzung von Messenger-Diensten, Onlinecommunitys und Apps, auch Mikroblogging (wie Twitter) spielt für sie eine Rolle. Tablets und Smartphones sind zentraler Bestandteil des Alltags der Zielstrebigen. Fernsehen und Radio stehen in der Mediennutzung eher hinten an, im Fokus sind im Fernsehen dabei die Angebote von Privatsendern, im Radio hören die Zielstrebigen Popsender oder junge Formate. Die Zielstrebigen sind mit 60 Prozent überproportional männlich, im Durchschnitt 30 Jahre alt und damit älter als in der Typologie aus 2006. Die formale Bildung ist verhältnismäßig hoch. Über 30 Prozent haben Abitur oder ein Studium abgeschlossen oder studieren. Knapp drei Viertel sind berufstätig, nur rund ein Fünftel noch Schüler oder Student, was auch den für die Altersgruppe relativ hohen Lebensstandard mit erklärt.

### Moderne Etablierte

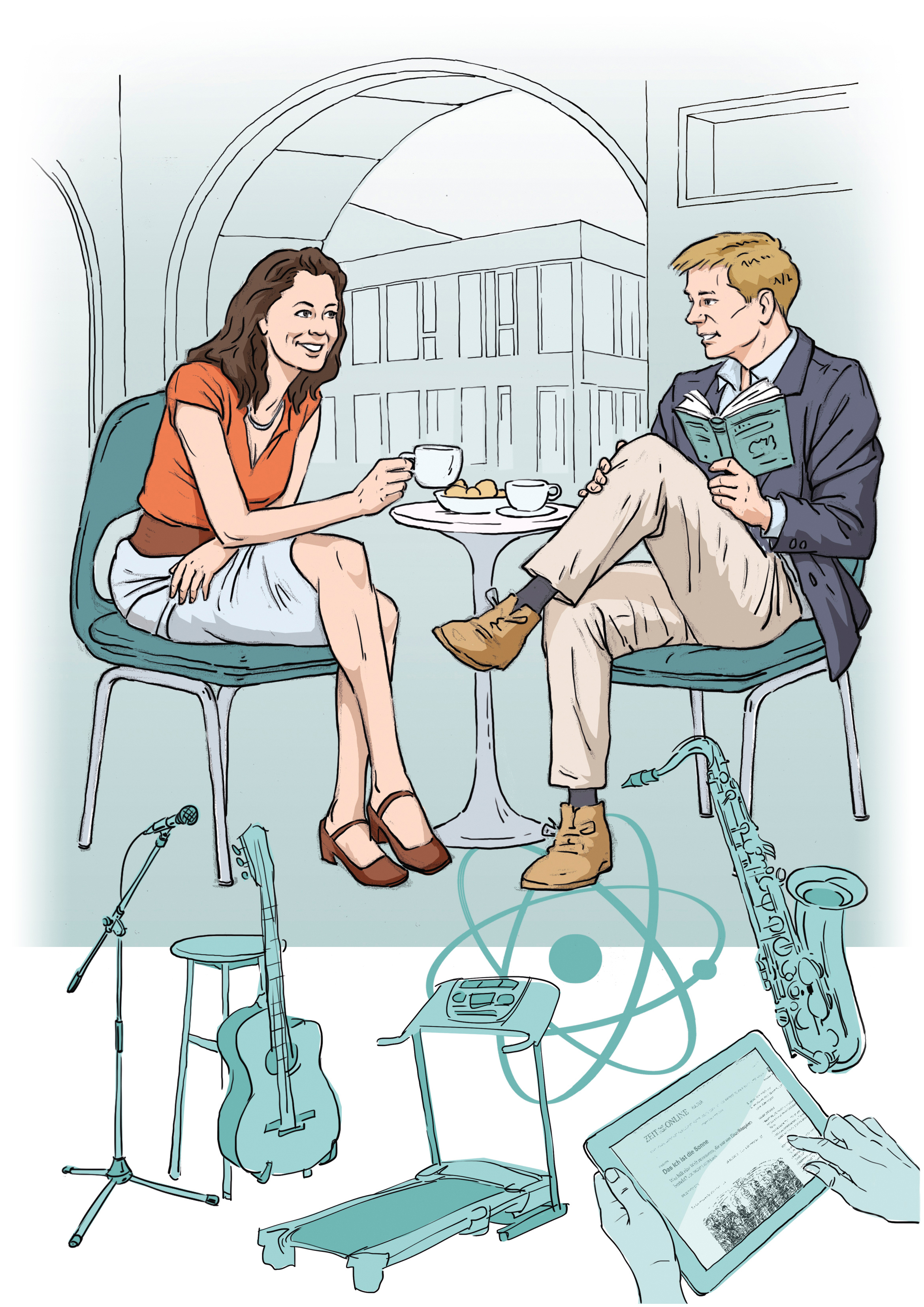
„Moderne Etablierte“, typische Aussage: „Leben und leben lassen.“

Die Modernen Etablierten stellen einen neuen Typus in der MedienNutzerTypologie dar. Er weist zwar viele Übereinstimmungen mit den bisherigen Berufsorientierten auf, unterscheidet sich aber in zentralen Dimensionen. So sind Moderne Etablierte besser gebildet und in Tätigkeiten mit hohem Berufsprestige und gutem Einkommen zu finden. Diese positive ökonomische Stellung geht erstaunlicherweise einher mit einer im Vergleich zum früheren Typus geringeren Berufsorientierung. Der Erfolg im Beruf ist weiterhin sehr wichtig; er ist zu einem guten Teil aber auch schon realisiert worden, sodass Moderne Etablierte aus einer selbstbewussten Position heraus gelassener agieren können und Herausforderungen souverän und positiv begegnen. Die Grundhaltung dieses Medien-Nutzer-Typs kann als kritisch, interessiert und weltoffen bezeichnet werden. Sein Interessensspektrum hat sich deutlich geweitet und beinhaltet Themen wie Politik, Wissenschaft und Psychologie. Er weist ein aktives Freizeitverhalten auf. Er treibt Sport, geht aber auch gerne ins Kino oder ins Theater. Moderne Etablierte besuchen zudem auch gerne Konzerte, einige von ihnen machen selbst Musik.
Innerhalb des mittleren Alterssegments weisen Moderne Etablierte mit Abstand die höchste und ausdifferenzierteste Onlinenutzung auf. Im Vergleich zu den beiden jüngsten Nutzergruppen benutzen sie häufiger Laptops oder Tablets. Die Angebote von Zeitungen und Zeitschriften lesen sie häufiger im Web als alle anderen Typen. Für Fernsehen und Radio haben sie weniger Zeit. Sie weisen hierbei eine Affinität zu öffentlich-rechtlichen Angeboten auf. Bei den Modernen Etablierten ist die Spannweite der Altersverteilung besonders groß. Das Durchschnittsalter liegt bei 37 Jahren. Der Typus verteilt sich aber zu fast gleichen Teilen auf die Dekaden zwischen 20 und 59 Jahren. Mit 57 Prozent Abitur oder Hochschulabschluss verfügen sie über die höchste formale Bildung aller Medien-Nutzer-Typen. Zusammen mit den Familienorientierten weisen sie auch den höchsten Anteil an Berufstätigen (je 78 Prozent) auf.

### Familienorientierte

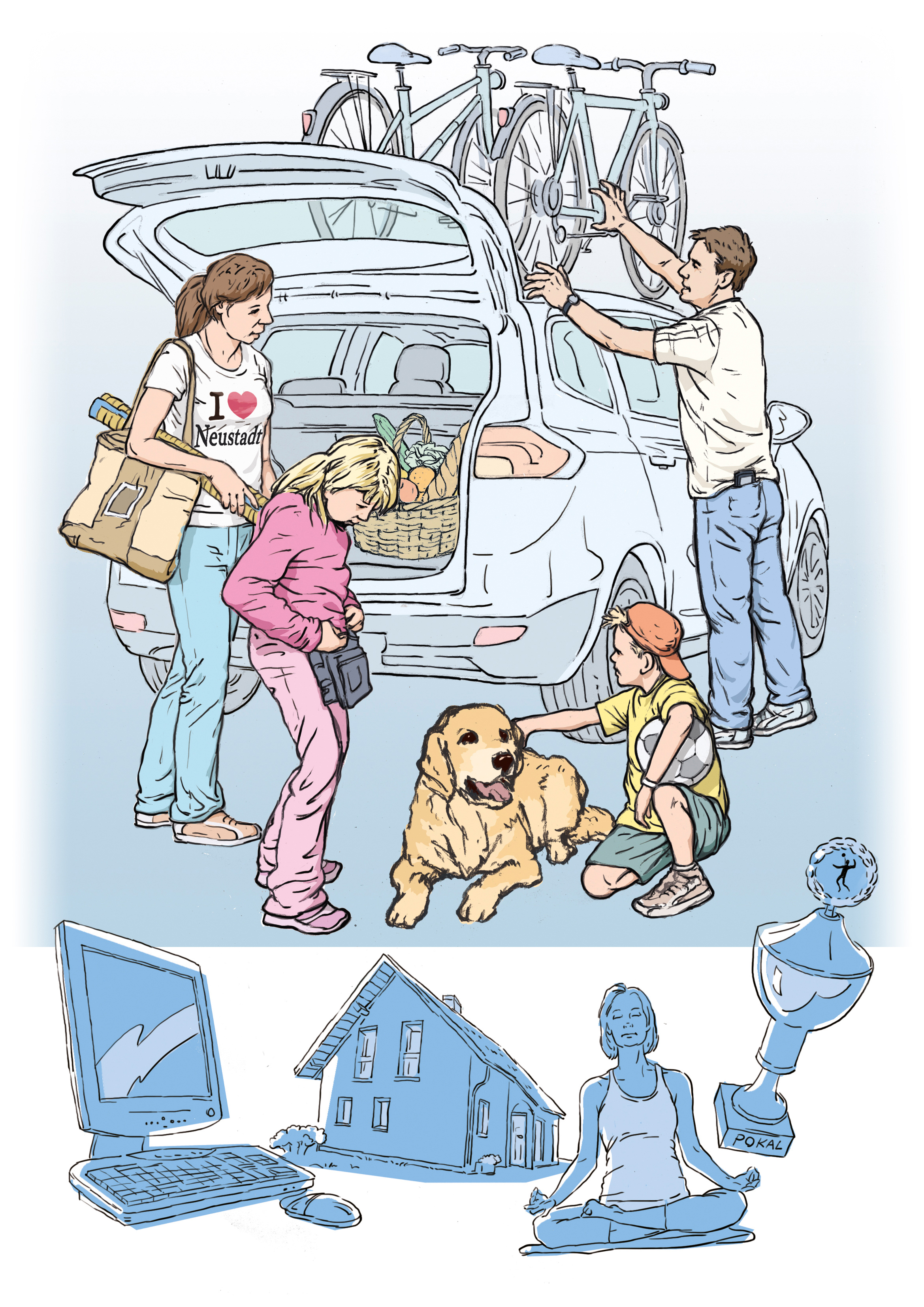
„Familienorientierte“, typische Aussage: „Wir schaffen das schon.“

Die Familienorientierten – früher: Aktiv Familienorientierte – haben als sehr stabile Gruppe weiter Bestand in der Typologie. Im Zuge der Vereinfachung der Typenbezeichnung wurde auf den Zusatz „aktiv“ verzichtet. Die Familienorientierten sind mit 15 Prozent Bevölkerungsanteil die größte Gruppe. Dies und ihre zentrale Lage im Typologiemodell mit Überschneidungen zu einer Reihe anderer Typen macht sie besonders relevant als Zielgruppe.
Familienorientierte sind aktive und selbstbewusste „Familienmanager“. Sie haben mit Abstand den größten Anteil an Kindern unter 14 Jahren im Haushalt (43 Prozent). Familienorientierte haben unter anderem durch Vereinszugehörigkeiten viele Kontakte und sind gut vernetzt. Familie und Beruf stellen sie vor hohe organisatorische Herausforderungen, die sie in der Regel mit einer optimistischen Grundhaltung gut meistern. Sie lassen sich aber nicht auf ihr Familienleben reduzieren und suchen neben ihren familiären Aktivitäten durchaus auch individuelle Rückzugsinseln, wie z. B. Sport oder Wellnessangebote. Interessensschwerpunkte der Familienorientierten sind neben Kindern und Partnerschaft auch Beruf sowie Haus- und Gartenthemen. Der Typus weist eine starke Bindung an sein Lebensumfeld auf, das sich in einem modernen Heimatbewusstsein ausdrückt.
Familienorientierte wenden sich viel stärker als ihre Altersgenossen dem Radio zu. Beim Fernsehen weisen sie eine leicht unterdurchschnittliche Sehdauer auf, die sich gleichermaßen auf private und öffentlich-rechtliche Angebote verteilt. Die Onlinemedien sind fest in den Alltag integriert. Familienorientierte zeigen aber weniger ausdifferenzierte Onlineaktivitäten als die jüngeren Typen und die Modernen Etablierten. Familienorientierte haben ihren Altersschwerpunkt zwischen 30 und 59 Jahren. Sie verfügen meist über mittlere Bildungsabschlüsse und leben etwas seltener in Großstädten als andere Typen.

### Eskapisten

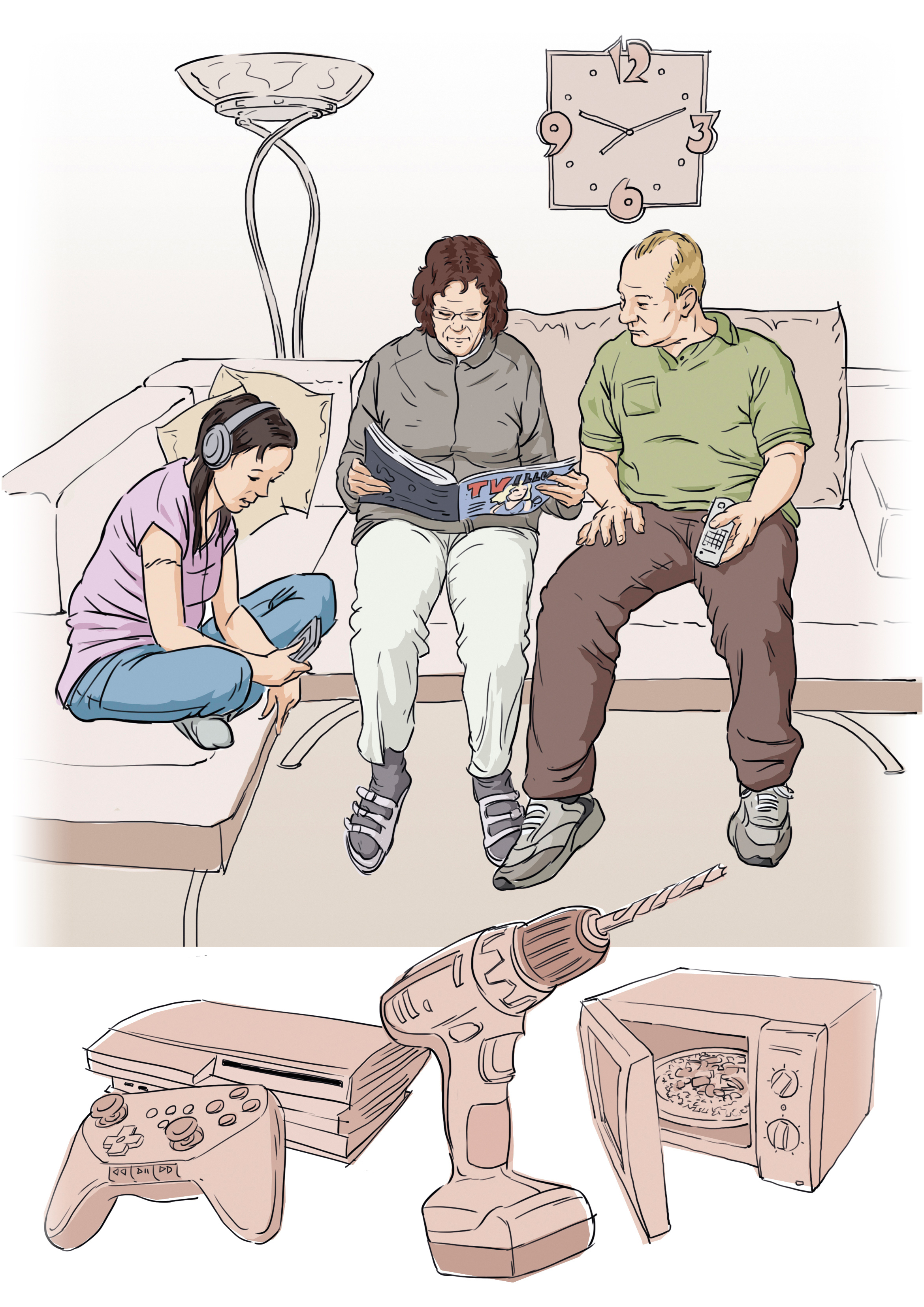
„Eskapisten“, typische Aussage: „Das Leben ist kompliziert.“

Die Eskapisten stellen eine anpassungsfähige, existenzorientierte Gruppe dar. Der Name des Typs verweist auf einen Rückzug in das Private, da die äußeren Bedingungen der Gesellschaft als komplex empfunden werden. Sie übernehmen ungern Verantwortung und zeigen wenig Eigeninitiative. Eskapisten weisen eine hohe Erwerbstätigenquote auf (71 Prozent), aber vergleichsweise geringes Einkommen. Sie fokussieren sich stark auf das eigene Umfeld, haben vergleichsweise wenig Kontakte, gehen kaum aus und verbringen ihren Alltag bzw. ihre Freizeit überwiegend mit Tätigkeiten zu Hause.
Dabei spielt Mediennutzung, insbesondere das Fernsehen, eine große Rolle. Kein anderer Typ aus dem mittleren Alterssegment schaut so viel Fernsehen (269 Minuten pro Tag) wie die Eskapisten. Daneben beschäftigen sie sich mit Heimwerken oder die jüngeren unter ihnen mit Computerspielen. Verglichen mit den anderen Medien-Nutzer-Typen haben sie nur schwach ausgeprägte Interessen. Die Eskapisten folgen im Typologiemodell auf die bisherigen Unauffälligen. Inhaltlich haben sie sich nur leicht verändert. Sie sind etwas älter geworden und leben nun deutlich häufiger in Ein-Personen-Haushalten (42 Prozent). Sie sind formal vergleichsweise gering gebildet.
Beim Fernsehkonsum bevorzugen sie fiktionale Formate und Unterhaltung. Sie sind dabei stärker bei privaten Sendern zu finden. Im Vergleich zu den bisherigen Unauffälligen der MNT 2.0 haben sie aber stärker Kontakt zu öffentlich-rechtlichen Angeboten. Dies ist möglicherweise auch auf den höheren Altersdurchschnitt der Gruppe zurückzuführen. Bei der Nutzung von Radio und Internet weisen Eskapisten durchschnittliche Nutzungsdauern auf.

### Engagierte

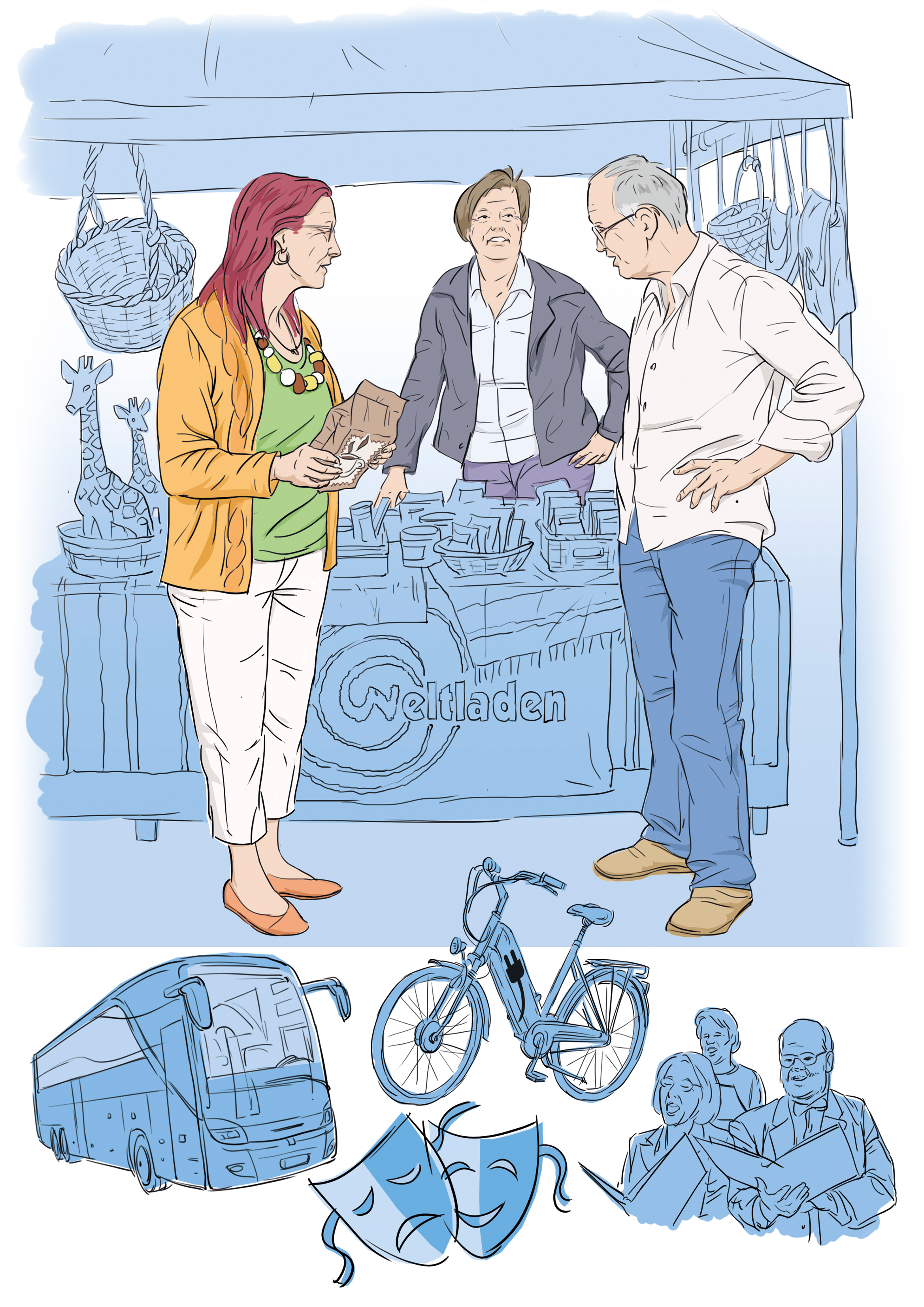
„Engagierte“, typische Aussage: „Das interessiert mich auch.“

Die Engagierten sind aktive, bodenständige Menschen mit einem ausgesprochen breiten Interessenspektrum. Kennzeichnend ist ihr aufgeschlossenes und sehr kontaktfreudiges Wesen. Der Typus wurde aus den ehemaligen Vielseitig Interessierten entwickelt. Die Engagierten sind neben den Hochkulturorientierten ein stark kulturaffiner Medien-Nutzer-Typ, ohne große Abgrenzung gegenüber trivialen Angeboten. Der Besuch von klassischen Konzerten, Theater und Museen macht einen wesentlichen Anteil ihrer Freizeitgestaltung aus. Neben ihrem Engagement in Vereinen, Gemeinde oder Kirche, beschäftigen sich die Engagierten auch gerne in Haus und Garten.
Das breit angelegte Interessenspektrum der Engagierten umfasst Politik, Gesellschaft und Kultur, aber auch Umwelt und Natur sowie Verbraucherthemen. Der Engagierte hat eine Nähe zu Bio- und Fairtrade-Produkten. Getragen wird diese Affinität durch eine naturverbundene, auf Nachhaltigkeit bedachte Einstellung und relativ gute ökonomische Verhältnisse. Die Engagierten interessieren sich für globale und lokale Themen und sind mit ihrer Region emotional intensiv verbunden. Die Fernsehnutzung der Engagierten liegt mit rund 240 Minuten Sehdauer pro Tag im Bevölkerungsdurchschnitt. Bevorzugt werden öffentlich-rechtliche Sender geschaut, darunter auch Kulturprogramme wie Arte und 3sat. Aber auch Private Programme sind im Portfolio. Radio wird im Verhältnis zu den anderen Typen überdurchschnittlich viel gehört. Die Engagierten weisen ein breites Formatspektrum auf: Von Pop- und Oldiewellen bis hin zu Kultur- und Infoformaten.
Auch die Onlinenutzung liegt im Durchschnitt, bei überschaubarem Nutzungsspektrum. Im Zentrum steht bei den Engagierten die Kommunikation, sprich E-Mails oder Messenger-Dienste wie WhatsApp, aber auch die Informationssuche. Das Smartphone spielt bei den Engagierten im Vergleich der älteren Nutzertypen die größte Rolle. Etwas mehr als die Hälfte der Engagierten ist weiblich (55 Prozent). Das Durchschnittsalter liegt bei 56 Jahren. Das Altersspektrum ist relativ breit mit ähnlich großen Anteilen in den Dekaden zwischen 40 und 70+ Jahren. Engagierte haben niedrige und mittlere Schulabschlüsse, aber auch Hochschulabschlüsse vorzuweisen. Der überwiegende Anteil (56 Prozent) steht noch im Berufsleben.

### Häusliche

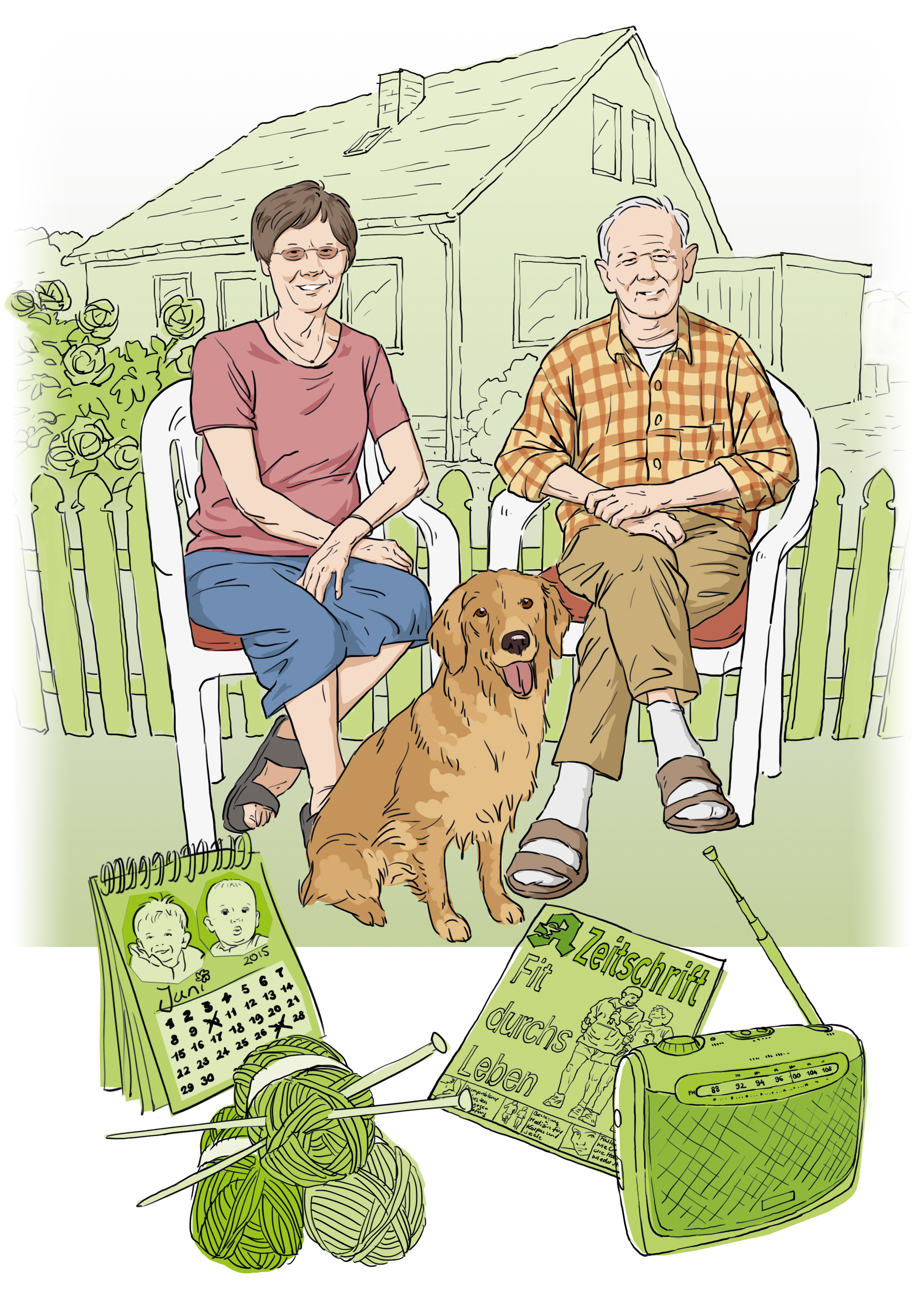
„Häusliche“, typische Aussage: „Um 12 Uhr wird gegessen.“

Der Medien-Nutzer-Typ der Häuslichen ist im Vergleich zu 2006 nahezu unverändert geblieben. Charakteristisch für sie ist eine auf Sicherheit, Kontinuität und Planbarkeit hin optimierte Alltagsführung. Sie sind nach wie vor stark wertkonservativ und traditionell orientiert. Sparsamkeit, Pflichterfüllung und klassische Rollenbilder sind positiv belegt. Ein deutlicher Unterschied zu anderen Vertretern ihrer Generation ist bei den Häuslichen eine stark ausgeprägte säkulare Grundhaltung. Trotz traditionell geprägter Lebensweise, können sie mit Kirche und Glauben wenig anfangen bzw. lehnen dies ab.
Die Freizeit der Häuslichen spielt sich in Haus und Garten ab. Handarbeiten, Fernsehen und Radio hören, entspannen und nichts tun erfüllt ihren Alltag, in dem zwar relativ wenig passiert, das Wenige aber genau durchgeplant sein muss. Die Interessengebiete der Häuslichen beschränken sich eher auf ihr eigenes Lebensumfeld. Gesundheit und Medizin, Natur und Tiere sind für sie von großer Bedeutung, aber auch Boulevardthemen, Schicksalsgeschichten und Promis. Häusliche sind eher regional als global orientiert und mit ihrer Heimat auch emotional eng verbunden.
Häusliche sind intensive Mediennutzer. Sie schauen viel Fernsehen, oft öffentlich-rechtliche Sender, sind aber unter den älteren Typen am stärksten auch bei Privatsendern. Ihr Radiokonsum ist der höchste unter allen Medien-Nutzer-Typen. Häusliche hören meistens öffentlich-rechtliche Angebote, ihr Spektrum geht von Oldiewellen bis hin zu Pop- und Schlagerprogrammen. Das Internet ist für die Häuslichen von geringer Bedeutung, rund 30 Prozent sind Offliner. Wenn sie das Internet nutzen, dann in erster Linie für E-Mail-Kommunikation und Informationsbeschaffung.
Bei den Häuslichen sind die Frauen etwas in der Überzahl (58 Prozent). Im Durchschnitt ist der Typ 61 Jahre alt. Rund ein Drittel ist zwischen 50 und 59 Jahre alt, mehr als die Hälfte ist über 60. Häusliche verfügen verglichen mit anderen Mitgliedern ihrer Generation über formal niedrige Bildungsabschlüsse. Ein Drittel steht noch im Berufsleben.

### Hochkulturorientierte

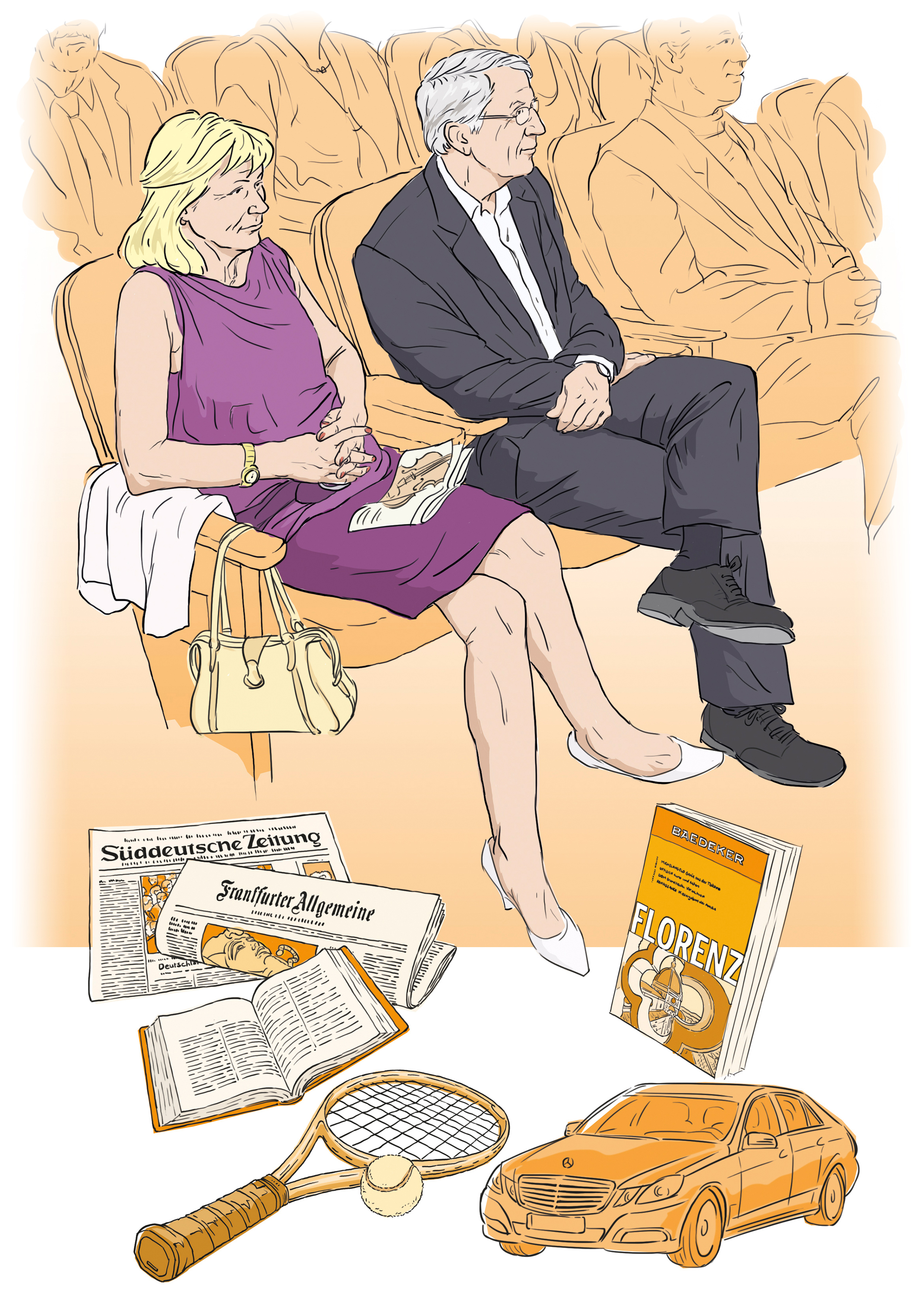
„Hochkulturorientierte“, typische Aussage: „Nach dem Konzert noch einen guten Rotwein.“

Die Hochkulturorientierten stehen für die gutsituierte, formal hochgebildete Kulturelite. Sie sind selbstbewusste, aktive Menschen mit einer eher rational-distanzierten Grundhaltung und haben – im Vergleich zu den anderen kulturnahen Typen – einen sehr deutlichen Schwerpunkt bei Hochkultur-Aktivitäten wie Schauspiel, Oper oder klassische Konzerte. Damit ist aber nicht die Ablehnung eines offenen und modernen Kulturbegriffs impliziert. Hochkulturorientierte sind vielmehr Menschen mit einem universalistischen Kulturbegriff, deren Fokus auf Hochkultur liegt bei deutlicher Ablehnung trivialer Inhalte. Durch dieses Abgrenzungsbestreben unterscheiden sie sich wesentlich vom Nutzertyp der Engagierten, der ebenfalls sehr kulturaffin ist. Neben dem regen Besuch von Kulturangeboten gehen die Hochkulturorientierten auch gerne in Restaurants essen, besuchen Kinovorstellungen, treiben Sport, lesen viel und verbringen häufiger ihre Freizeit mit Kurzurlauben oder Städtereisen. Die Kulturorientierung prägt ihr vielfältiges Themeninteresse: Kunst, Literatur, Theater, auch Kabarett und Satire gehören zu ihrem Spektrum neben Politik, Geschichte und Wissenschaft.
Hochkulturorientierte sind stärker als andere Nutzergruppen auch an globalen Themen interessiert, was ihre überdurchschnittliche Nutzung von überregionalen Tageszeitungen erklärt. Sie sind das Stammpublikum von öffentlich-rechtlichen Fernsehsendern. Private Programme werden in der Regel abgelehnt, und es besteht eine hohe Affinität zu Kultursendern wie Arte und 3sat sowie Digitalangeboten von ARD und ZDF. Im Hörfunk sind die Hochkulturorientierten die Kernhörerschaft von Kultur- und Infoformaten.
Der Medien-Nutzer-Typ der Hochkulturorientierten sucht in der Mediennutzung sowohl Entspannung als auch die tiefere Auseinandersetzung mit Themen und Inhalten. Das Onlinespektrum der Hochkulturorientierten ist im Vergleich zu anderen älteren Typen recht ausgeprägt, wenn auch bei ihnen eher klassische Funktionen wie E-Mail-Kommunikation sowie ein zielgerichtetes Informationsinteresse im Vordergrund stehen. Das Geschlechterverhältnis ist ausgeglichen. Das Durchschnittsalter beträgt 62 Jahre, 55 Prozent sind 50 bis 69 Jahre alt, knapp ein Drittel ist bereits 70 Jahre und älter. Hochkulturorientierte sind formal hoch gebildet: 36 Prozent haben einen Hochschulabschluss. Gut die Hälfte (54 Prozent) ist schon im Ruhestand. Die Hochkulturorientierten gehören nach Beendigung ihres Berufslebens zu den wohlhabenden Rentnern ihrer Generation.

### Zurückgezogene

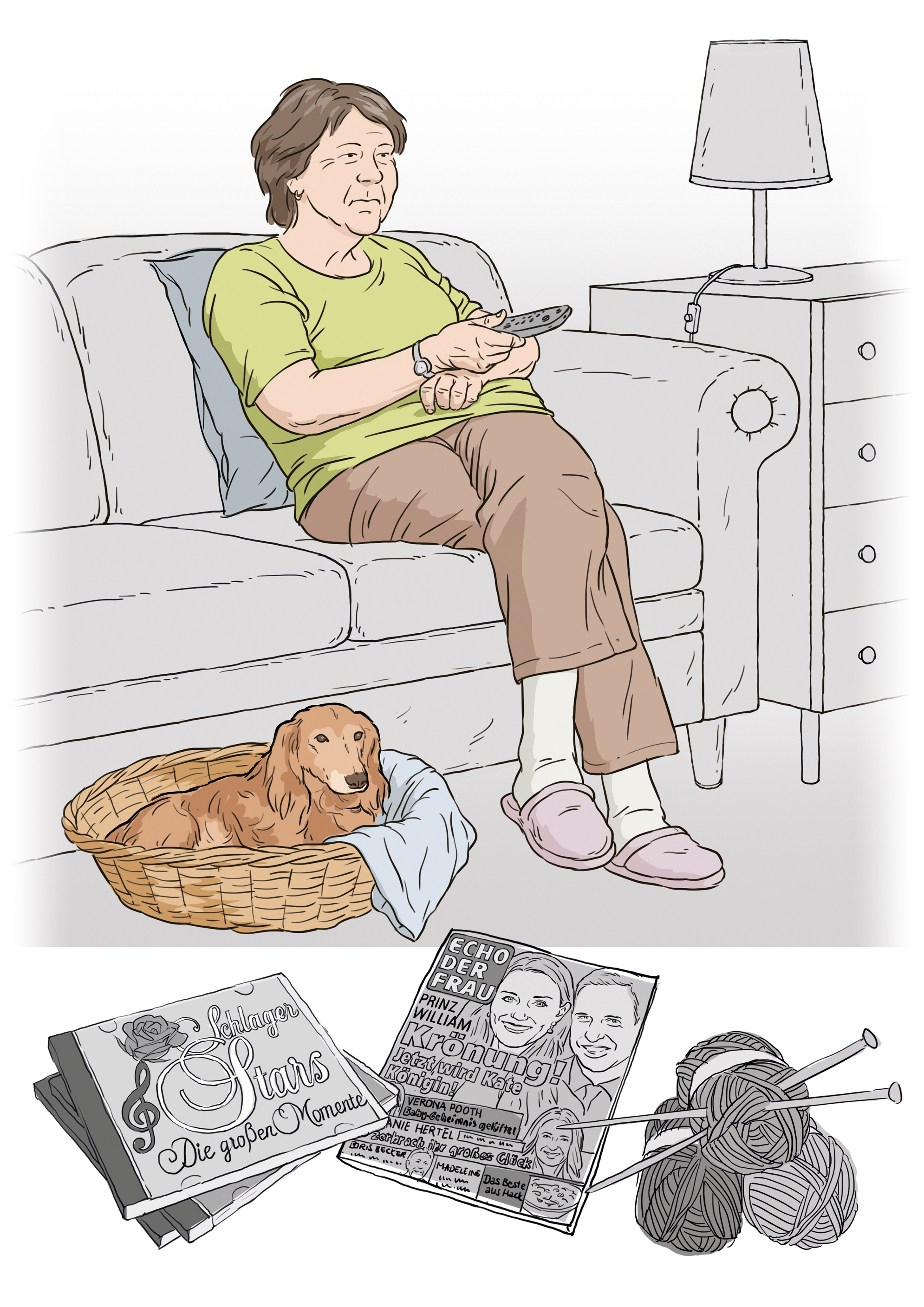
„Zurückgezogene“, typische Aussage: „Ich bin am liebsten daheim.“

Der Medien-Nutzer-Typ der Zurückgezogenen ist durch eine zurückhaltende und auf das eigene Umfeld beschränkte Lebensweise charakterisiert. Sie verfügen über vergleichsweise wenige Kontakte, rund 60 Prozent wohnen alleine.
Die Freizeitaktivitäten sind sehr überschaubar und spielen sich überwiegend im häuslichen Bereich ab. Dazu gehören Handarbeiten, der eigene Garten oder der Balkon, gelegentliche Kirchenbesuche und wie bei keinem anderen Typen das Fernsehen. Zurückgezogene schauen im Schnitt fast sechs Stunden pro Tag fern, ein Ausdruck der Kompensation ihres ereignislosen Alltags und ein Fenster zur Welt. Einkaufen oder zum Arzt gehen sind willkommene Abwechslungen und nicht selten, zumindest für die Rentnern unter ihnen, einer der wenigen Gründe die eigenen vier Wände zu verlassen.
Zurückgezogene verfügen in der Regel über ein geringes finanzielles Budget, was eine sparsame Lebensweise erfordert. Sie blicken eher sorgenvoll in die Zukunft. Ihr Themeninteresse ist sehr schwach ausgeprägt. Am ehesten interessieren sie sich für Tiere, Boulevardthemen sowie Religion. In der Mediennutzung dominiert deutlich das Fernsehen und erfüllt die Funktion eines strukturierenden Tagesbegleiters. Ihr Radiokonsum ist dagegen unterdurchschnittlich. Bei den musikalischen Vorlieben steht klar der Schlager im Fokus. 61 Prozent der Zurückgezogenen sind Offliner, sodass die Internetnutzung eine untergeordnete Rolle spielt. Die Zurückgezogenen sind im Schnitt 63 Jahre alt, 42 Prozent sind 70 Jahre und älter. Mit 6 Prozent Bevölkerungsanteil sind die Zurückgezogenen die kleinste Gruppe im Typologiemodell.

### Traditionelle

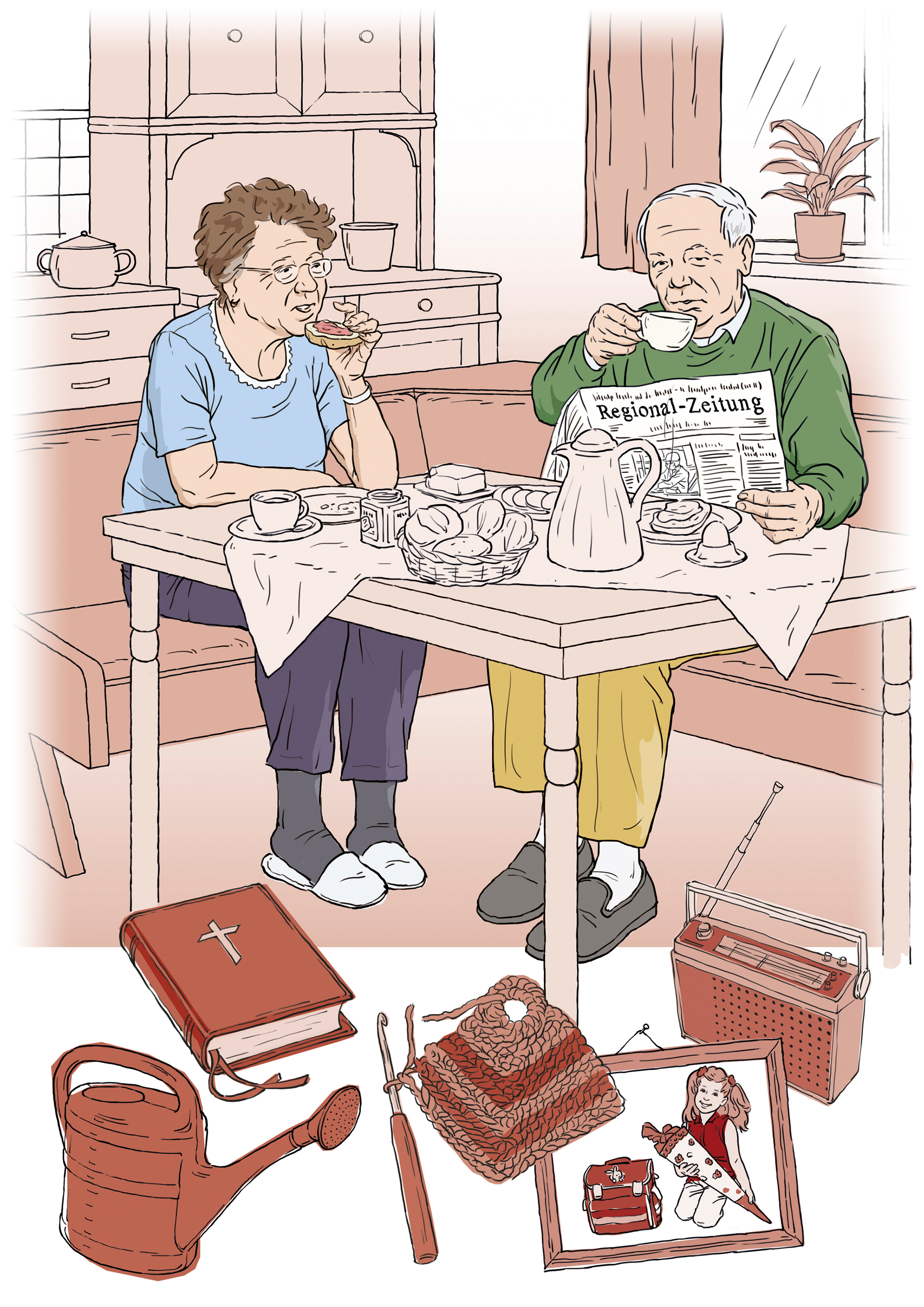
„Traditionelle“, typische Aussage: „Das gehört sich nicht.“

Die Traditionellen stellen den ältesten Medien-Nutzer-Typ dar. Sie verkörpern die wertkonservative Nachkriegsgeneration, für die Sicherheit, Ordnung und Sparsamkeit wichtige Eckpfeiler ihres ritualisierten Alltags sind. Traditionelle haben, neben den Engagierten, eine stark religiös geprägte Lebensweise. Damit ist sowohl die formale Zustimmung zu einem Leben nach religiösen Prinzipien gemeint, als auch – sofern es die Gesundheit zulässt – die aktive Teilnahme am kirchlichen Leben, sprich Gottesdienstbesuche.
Ihr Aktionsradius liegt zumeist im eigenen, häuslichen Nahbereich und wird neben einem ausgeprägten Medienkonsum mit Handarbeiten oder Beschäftigung in Haus und Garten ausgefüllt. Ihr Interessenspektrum umfasst Glaubensthemen, Natur und Tiere, Gesundheit, nachgelagert auch Politik. Die Traditionellen verfügen noch über ein kleines Residuum an Kulturinteresse, was sich beispielsweise im Besuch von Klassik- oder Kirchenkonzerten zeigt.
Die Mediennutzung ist klassisch linear. Traditionelle sind erheblich stärker an regionalen als an globalen Themen interessiert und deshalb auch häufig Leser bzw. Abonnenten von regionalen Tageszeitungen. Sie sehen überdurchschnittlich viel Fernsehen und haben dabei ein überschaubares Senderspektrum, darunter das ZDF, das Erste und die Dritten Programme. Auch das Radio steht bei den Traditionellen hoch im Kurs. Sie hören meistens öffentlich-rechtliche Radioprogramme und sind bei Kultur-, Oldie- sowie Schlager- und Harmonieformaten zu finden. Das Internet spielt bei dem Nutzertyp fast keine Rolle, der überwiegende Anteil gehört zu den Offlinern. Rund zwei Drittel der Traditionellen sind weiblich. Das Durchschnittsalter liegt bei 71 Jahren, 85 Prozent sind im Ruhestand. Die formalen Bildungsabschlüsse sind altersbedingt eher niedrig.

## Soziodemografische Struktur der Medien-Nutzer-Typen
Die Verteilung der Medien-Nutzer-Typen über die Alterskohorten:
| Angaben in Prozent    | Männer | Frauen | 14–19 Jahre | 20–29 Jahre | 30–39 Jahre | 40–49 Jahre | 50–59 Jahre | 60–69 Jahre | 70 Jahre und älter | Durchschnittsalter |
| --------------------- | ------ | ------ | ----------- | ----------- | ----------- | ----------- | ----------- | ----------- | ------------------ | ------------------ |
| Gesamt                | 49     | 51     | 7           | 14          | 14          | 18          | 17          | 13          | 18                 | 48                 |
| Spaßorientierte       | 52     | 48     | 30          | 41          | 23          | 5           | 0           | 0           | 1                  | 25                 |
| Zielstrebige          | 60     | 40     | 22          | 41          | 14          | 17          | 5           | 1           | 1                  | 30                 |
| Moderne Etablierte    | 57     | 43     | 6           | 26          | 24          | 23          | 17          | 4           | 0                  | 37                 |
| Familienorientierte   | 48     | 52     | 1           | 10          | 26          | 31          | 22          | 9           | 1                  | 44                 |
| Eskapisten            | 56     | 44     | 2           | 7           | 16          | 33          | 25          | 13          | 3                  | 47                 |
| Engagierte            | 45     | 55     | 1           | 2           | 10          | 19          | 24          | 21          | 23                 | 56                 |
| Häusliche             | 42     | 58     | 0           | 0           | 2           | 14          | 32          | 24          | 27                 | 61                 |
| Hochkulturorientierte | 48     | 52     | 2           | 2           | 2           | 11          | 25          | 30          | 30                 | 62                 |
| Zurückgezogene        | 55     | 45     | 4           | 0           | 3           | 15          | 16          | 19          | 43                 | 63                 |
| Traditionelle         | 38     | 63     | 0           | 0           | 1           | 4           | 8           | 17          | 71                 | 71                 |

## Die Medien-Nutzer-Typen und ihr emotionales Profil
Die ARD/ZDF-Projektgruppe Typologie stellte sich die Aufgabe, das MNT-Modell um psychografische Merkmale zu erweitern. Durch die Erforschung der unterbewussten emotionalen Bedürfnisse der einzelnen Typen soll ein tieferes Verständnis für deren Mediennutzungsverhalten erreicht werden. Die Leistung der MNT als Instrument zur zielgruppenorientierten Programmentwicklung soll damit weiter gesteigert werden.
Um Zugang zu den Emotionen der Mediennutzer zu erhalten, wurde der „Emotional Branding Monitor“ (EBM) der Bielefelder Marktforschungsfirma Interrogare GmbH verwendet. Mit diesem Verfahren sollen die Befragten anhand von emotionalen Bildern und Begriffen in Sekundenbruchteilen entscheiden, ob die gezeigten Stimuli zur eigenen Person passen oder nicht. Damit sollen unbewusste, kognitiv nicht reflektierte Assoziationen und Emotionen erfasst werden. Das Modell unterscheidet zwischen sieben voneinander unabhängigen „basalen Emotionssystemen“: Dominanz, Suche, Spiel/Freude, Lust/Erotik, Balance, Fürsorge, Skepsis/Sorge.
Die mit dem EBM durchgeführte MNT-Erweiterungsstudie basiert auf einer Onlinebefragung im Oktober 2016. Aus der Verknüpfung der Emotionssysteme mit den Medien-Nutzer-Typen wurden unter anderem folgende Ergebnisse abgeleitet:
- Zurückgezogene und Eskapisten kennzeichnet Skepsis/Sorge, während die Zielstrebigen und Engagierten die stärkste Distanz zu dieser Emotion haben.

- Engagierte, Zielstrebige, Hochkulturorientierte und Moderne Etablierte sind emotional auf der Suche, während Zurückgezogene und Eskapisten ein schwach ausgeprägtes Interessensspektrum haben.

- Für die älteren Zurückgezogenen und Traditionellen aber auch für die jüngeren noch in der Familiengründung befindlichen Zielstrebigen, Modernen Etablierten und die Spaßorientierten ist das Thema Fürsorge relevant, wenn auch in einer schwächeren Ausprägung.

- Beim Thema Dominanz verorten sich alle Medien-Nutzer-Typen im negativen Bereich während beim Emotionssystem Balance sich alle in einer positiven Selbstwahrnehmung wiederfinden.

- Zurückgezogene, Häusliche und Traditionelle bewegen sich vornehmlich in den Emotionssystemen Skepsis/Sorge, Fürsorge und Balance. Hochkulturorientierte zeigen ebenfalls überdurchschnittliche Ausprägungen in diesen Feldern, wenn auch moderat.

## Neuauflage der MNT: Digital Media Types (DMT)
Die DMT sind als Instrument der Publikumsanalyse und Programmberatung seit 2020 die Neuauflage der MNT. Sie sind das Ergebnis einer für Deutschland repräsentativen Studie, die in Kooperation mit dem Marktforschungsinstitut GIM entwickelt wurde. Die Befragungsmethode wurde gegenüber der MNT von CATI-Festnetz auf „Mixed Mode“ umgestellt, um vor allem jüngere, mobilere Mediennutzungsgruppen erfassen zu können. Der inhaltliche Fokus liegt auf der Nutzung nicht-linearer digitaler und sozialer Medien.
Identifiziert werden neun unterschiedliche Mediennutzungstypen, die auf der Basis der Dimensionen Digitalisierungsgrad (hoch/niedrig) und Soziale Teilhabe (hoch/niedrig) gebildet wurden:
- Vereinfachende: „Den Moment leben“
- Ablenkungssuchende: „Entertainment ist alles“
- Ambitionierte: „Mittendrin statt nur dabei“
- Neokulturelle: „Alles kann – nichts muss“
- Selbstgenügsame: „Am liebsten alleine“
- Sicherheitsorientierte: „Zuhause ist es doch am schönsten“
- Traditionsbewusste: „Die Dinge lassen, wie sie sind“
- Verantwortungsvolle: „Gemeinsam die Welt verändern“
- Gleichmütige: „In den Tag hineinleben“

Inhaltlich umfasst das Instrument der Digital Media Types folgende Schwerpunkte:
- Medienkonsum
- Freizeitaktivitäten und Themeninteressen
- Werte und Einstellungen

Ziel des Instruments ist es, Ansatzpunkte für die zielgruppenbezogene Entwicklung innovativer und zukunftsfähiger Medienangebote zu liefern.